# Kosovo administrado pelas Nações Unidas
```
   |-
       |
Erro:
:  
valor não especificado para "
nome_comum
"

   |-
       | 
Erro:
:  
valor não especificado para "
continente
"
```

O Kosovo administrado pelas Nações Unidas refere-se ao período entre 1999 e 2008, quando a Missão de Administração Interina das Nações Unidas no Kosovo foi directamente responsável pela governação do Kosovo. Este período começou em 10 de junho de 1999 com a aprovação da Resolução 1244 do Conselho de Segurança das Nações Unidas e efetivamente terminou em 17 de fevereiro de 2008 com a declaração unilateral de independência do Kosovo. 

## História
Em 1945, no final da Segunda Guerra Mundial, Kosovo foi organizado dentro da República Socialista Federal da Iugoslávia (SFRY) como a Região Autônoma de Cossovo e Metóquia. Em 1963, a região foi reorganizada como Província Autônoma de Cossovo e Metóquia com maior autonomia e renomeada como Província Autônoma Socialista de Kosovo em 1968. Em 1975, o Kosovo obteve níveis significativamente maiores de autonomia. Em 1990, sob o regime de Slobodan Milošević, o nível de autonomia foi reduzido e o nome oficial revertido para Província Autônoma de Cossovo e Metóquia.
Em 1991, durante a dissolução da Iugoslávia, representantes étnicos albaneses da Assembleia Provincial declararam unilateralmente a República de Kosova e estabeleceram instruções paralelas para educação, assistência médica e tributação. Sérvia e Montenegro formaram a República Federal da Iugoslávia (RFJ) em abril de 1992. As tensões étnicas aumentaram entre as autoridades iugoslavas e o movimento guerrilheiro étnico albanês, o Exército de Libertação do Kosovo, resultando no início da Guerra do Kosovo em fevereiro de 1998. Em março de 1999, a OTAN propôs o Acordo de Rambouillet, que daria ao Kosovo autonomia substancial dentro da República Federal da Iugoslávia. O acordo foi aceito pelo lado étnico albanês, mas rejeitado pelo lado iugoslavo, provocando o bombardeio da OTAN na Iugoslávia em 24 de março de 1999. Em 9 de junho de 1999, a OTAN e a República Federal da Iugoslávia chegaram ao Acordo de Kumanovo, segundo o qual Kosovo seria colocado sob a administração das Nações Unidas. Este arranjo foi formalizado pela aprovação da Resolução 1244 do Conselho de Segurança das Nações Unidas em 10 de junho de 1999, que estabeleceu a Missão de Administração Interina das Nações Unidas em Kosovo.
Kosovo declarou unilateralmente a independência em 17 de fevereiro de 2008 como a República do Kosovo. A Sérvia continua a reivindicar Kosovo como a Província Autônoma de Cossovo e Metóquia.

## História administrativa
A Resolução 1244 do Conselho de Segurança das Nações Unidas permitiu a "[implantação] em Kosovo, sob os auspícios das Nações Unidas, [uma] civil e de segurança internacional [presença]". O primeiro regulamento aprovado pelo Representante Especial do Secretário-Geral, em 25 de julho de 1999, estabelecia que a UNMIK era responsável por toda autoridade legislativa e executiva em Kosovo. Esse regulamento também declarava que todas as leis aplicáveis no Kosovo antes de 24 de março de 1999 continuariam a ser aplicadas no Kosovo na medida em que não entrassem em conflito com "padrões de direitos humanos internacionalmente reconhecidos e não discriminassem qualquer pessoa por qualquer motivo, como sexo, raça, cor, língua, religião, opinião política ou de outra natureza, origem nacional, étnica ou social, associação com uma comunidade nacional, propriedade, nascimento ou outra condição”.  Isso foi posteriormente alterado para afirmar que a lei aplicável seria a vigente em 22 de março de 1989. 

### Início
Um Conselho de Transição de Kosovo de doze membros foi formado em 16 de julho de 1999. Presidido pelo SRSG, o KTC foi descrito como sendo o mais alto órgão consultivo político dentro da administração das Nações Unidas. O seu propósito era oferecer aos principais partidos políticos e comunidades étnicas no Kosovo uma oportunidade de contribuir directamente para o processo de tomada de decisões da UNMIK. 

### Estrutura Administrativa Interina Conjunta
Um sistema de administração mais formal foi implantado em 30 de janeiro de 2000, quando uma Estrutura Administrativa Interina Conjunta foi estabelecida.  A composição do Conselho de Transição do Kosovo foi ampliada e assumiu o papel de uma assembléia deliberativa. Um gabinete de transição, conhecido como Conselho Administrativo Interino, foi estabelecido com oito membros, quatro dos quais foram nomeados pela UNMIK e quatro por partidos políticos em Kosovo.  

### Instituições Provisórias de Autogoverno
A Resolução 1244 permitiu que as Nações Unidas estabelecessem e supervisionassem o desenvolvimento de "instituições autônomas democráticas provisórias" em Kosovo. Para alcançar este objetivo, foi promulgado em maio um Quadro Constitucional para o Governo Autônomo no Kosovo, que estabeleceria Instituições Provisórias de Governo Autônomo.  As instituições incluíam o estabelecimento de uma Assembleia do Kosovo eleita directamente que nomearia um Presidente e um Governo liderado por um Primeiro-Ministro.   As eleições para a nova assembléia foram realizadas em 17 de novembro de 2001 e em 4 de março de 2002, Ibrahim Rugova foi nomeado presidente  e um gabinete foi formado liderado por Bajram Rexhepi como primeiro-ministro. 

## Titulares de cargo

### Representante Especial do Secretário-Geral
| N° | Nome                   | Nascimento / Morte | Mandato                 | Mandato                 | País      |
| -- | ---------------------- | ------------------ | ----------------------- | ----------------------- | --------- |
| —  | Sérgio Vieira de Mello | 1948–2003          | 13 de junho de 1999     | 15 de julho de 1999     | Brasil    |
| 1  | Bernard Kouchner       | 1939–              | 15 de julho de 1999     | 12 de janeiro de 2001   | França    |
| 2  | Hans Hækkerup          | 1945–2013          | 13 de janeiro de 2001   | 31 de dezembro de 2001  | Dinamarca |
| —  | Charles H. Brayshaw    | 1942–              | 1 de janeiro de 2002    | 14 de fevereiro de 2002 | EUA       |
| 3  | Michael Steiner        | 1949–              | 14 de fevereiro de 2002 | 8 de julho de 2003      | Alemanha  |
| —  | Charles H. Brayshaw    | 1942–              | 8 de julho de 2003      | 25 de agosto de 2003    | EUA       |
| 4  | Harri Holkeri          | 1937–2011          | 25 de agosto de 2003    | 11 de junho de 2004     | Finlândia |
| —  | Charles H. Brayshaw    | 1942–              | 11 de junho de 2004     | 16 de agosto de 2004    | EUA       |
| 5  | Soren Jessen-Petersen  | 1945–              | 16 de agosto de 2004    | 30 de junho de 2006     | Dinamarca |
| —  | Steven P. Schook       | 1953–              | 30 de junho de 2006     | 31 de agosto de 2006    | EUA       |
| 6  | Joachim Rücker         | 1951–              | 1 de setembro de 2006   | 17 de fevereiro de 2008 | Alemanha  |

### Presidente do Kosovo
| N°                      | Nome (Nascimento–Morte)    | Retrato | Assinatura | Eleito    | Mandato                 | Mandato                                 | Partido                    |
| ----------------------- | -------------------------- | ------- | ---------- | --------- | ----------------------- | --------------------------------------- | -------------------------- |
| Presidentes 2002 - 2008 |                            |         |            |           |                         |                                         |                            |
| 1                       | Ibrahim Rugova (1944–2006) |         |            | 2002      | 4 de março de 2002      | 21 de janeiro de 2006 (Morreu no cargo) | Liga Democrática do Kosovo |
| —                       | Nexhat Daci (1944–)        |         |            | —         | 21 de janeiro de 2006   | 10 de fevereiro de 2006                 | Liga Democrática do Kosovo |
| 2                       | Fatmir Sejdiu (1951–)      |         |            | 2006 2008 | 10 de fevereiro de 2006 | 17 de fevereiro de 2008                 | Liga Democrática do Kosovo |

### Primeiro-ministro do Kosovo
| N°                              | Nome (Nascimento–Morte)                         | Retrato | Assinatura | Eleito | Mandato               | Mandato                 | Partido                                                           |
| ------------------------------- | ----------------------------------------------- | ------- | ---------- | ------ | --------------------- | ----------------------- | ----------------------------------------------------------------- |
| Primeiros-ministros 2002 - 2008 |                                                 |         |            |        |                       |                         |                                                                   |
| 1                               | Bajram Rexhepi (1954–2017)                      |         |            | 2001   | 4 de março de 2002    | 3 de dezembro de 2004   | Liga Democrática do Kosovo                                        |
| 2                               | Ramush Haradinaj (1968–)                        |         |            | 2004   | 3 de dezembro de 2004 | 8 de março de 2005      | Aliança pelo Futuro do Kosovo                                     |
| —                               | Adem Salihaj (1950–) Primeiro-ministro interino |         |            | —      | 8 de março de 2005    | 25 de março de 2005     | Liga Democrática do Kosovo                                        |
| 3                               | Bajram Kosumi (1960–)                           |         |            | —      | 25 de março de 2005   | 10 de março de 2006     | Partido Parlamentar                                               |
| 4                               | Agim Çeku (1960–)                               |         |            | —      | 10 de março de 2006   | 9 de janeiro de 2008    | Político sem partido (apoiado por: Aliança pelo Futuro do Kosovo) |
| 5                               | Hashim Thaçi (1968–)                            |         |            | 2007   | 9 de janeiro de 2008  | 17 de fevereiro de 2008 | Partido Democrático do Kosovo                                     |

### Eleições

#### Central
Antes da declaração de independência do Kosovo em fevereiro de 2008, três eleições foram realizadas para as Instituições Provisórias de Autogoverno:
- Eleição parlamentar do Kosovo de 2001
- Eleição parlamentar do Kosovo de 2004
- Eleição parlamentar do Kosovo de 2007

#### Local
Três eleições locais foram realizadas em Kosovo durante o período de administração direta da ONU:
- Eleições locais do Kosovo em 2000
- Eleições locais do Kosovo em 2002
- Eleições locais do Kosovo em 2007

## Governo local

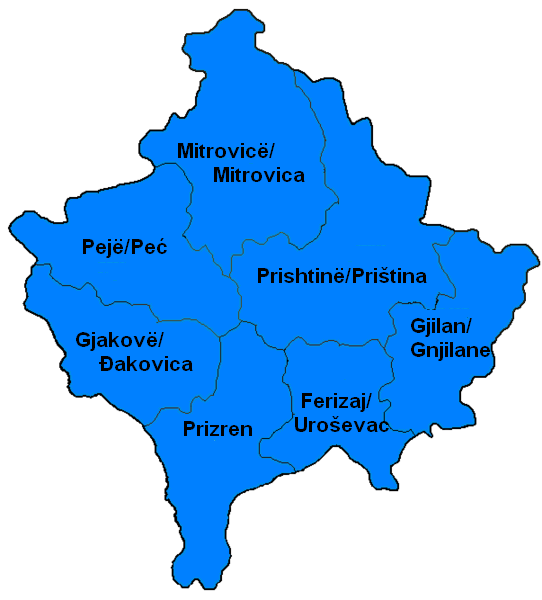
Distritos do Kosovo em 2008

No início do período de administração das Nações Unidas, o Kosovo estava dividido em cinco distritos. As reformas iniciadas pela UNMIK em 2000 aumentaram o número de distritos para sete, que eram; Distrito de Mitrovica, Distrito de Peć, Distrito de Đakovica, Distrito de Pristina, Distrito de Uroševac, Distrito de Prizren e Distrito de Gnjilane.
Os distritos do Kosovo estão divididos em municípios. Em 2000, a UNMIK fundiu os municípios de Gora e Opolje para formar o novo município de Dragaš e criou um novo município, Malisheva no distrito de Prizren. Novos municípios de maioria sérvia foram posteriormente criados junto com o município de Mamusha, de maioria turca. Em 2008, o número de municípios era de 38, dos quais 27 tinham maioria étnica albanesa, 10 sérvios e 1 turco.
Inicialmente, os municípios eram administrados por Conselhos Administrativos Municipais chefiados por Administradores Municipais nomeados pela UNMIK. As eleições locais foram realizadas pela primeira vez em 28 de outubro de 2000 para eleger as Assembleias Municipais de cada município. Cada Assembleia Municipal era presidida por um Presidente da Assembleia eleito pelos membros da sua Assembleia Municipal de entre os seus membros. Outras eleições locais foram realizadas em 26 de outubro de 2002 sob o mesmo modelo.  No último conjunto de eleições locais realizadas sob a administração das Nações Unidas em 17 de novembro de 2007, cada município elegeu diretamente um prefeito, além de sua Assembleia Municipal. 

## Segurança e aplicação da lei
O Acordo de Kumanovo, que pôs fim à Guerra do Kosovo, e a Resolução 1244 exigiam que a República Federal da Iugoslávia retirasse suas forças militares, paramilitares e policiais de Kosovo. A resolução também exigia que o Exército de Libertação do Kosovo e outros grupos armados albaneses do Kosovo fossem dissolvidos. A segurança no Kosovo seria fornecida por uma força internacional de manutenção da paz liderada pela OTAN, conhecida como Força do Kosovo (KFOR).
Em 21 de setembro de 1999, a UNMIK estabeleceu um serviço de defesa civil conhecido como Kosovo Protection Corps para auxiliar em situações de emergência, como grandes incêndios, acidentes industriais, operações de busca e salvamento, assistência humanitária e desminagem. O KPC pode ter até 3.000 oficiais em tempo integral e 2.000 reservistas, dos quais 10% devem ser de grupos étnicos minoritários. O KPC não teria nenhum papel na aplicação da lei.  

Inicialmente, a lei e a ordem no Kosovo eram mantidas por uma Força Policial Internacional das Nações Unidas. Em 6 de setembro de 1999, a UNMIK estabeleceu uma escola de polícia em Vučitrn para treinar oficiais para o novo Serviço de Polícia de Kosovo, que assumiria gradualmente as funções de policiamento à medida que aumentava de tamanho e desenvolvia outras capacidades.  

Emblema da KFOR
Emblema do Kosovo Protection Corps
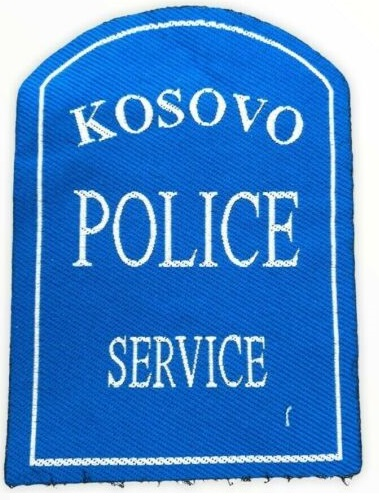
Primeiro emblema do Serviço de Polícia de Kosovo
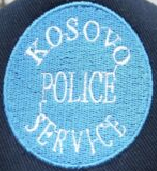
Primeiro distintivo de quepe do Serviço de Polícia de Kosovo
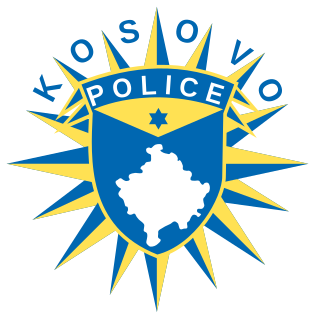
Segundo emblema do Kosovo Police Service

## Relações Internacionais

### Filiação a organizações internacionais
Durante o período de administração direta da UNMIK, Kosovo tornou-se membro das seguintes organizações internacionais:
| Organização internacional                        | Entidade Política Representada | Inscrição          | Admissão               | Status     |
| ------------------------------------------------ | ------------------------------ | ------------------ | ---------------------- | ---------- |
| Southeast European Cooperative Initiative (SECI) | UNMIK                          |                    |                        | Observador |
| South East Europe Transport Observatory (SEETO)  | Kosovo* e UNMIK                |                    | 11 de junho de 2004    | Membro     |
| Energy Community                                 | Kosovo*                        |                    | 1 de julho de 2006     | Membro     |
| European Common Aviation Area (ECAA)             | UNMIK                          |                    | 30 de novembro de 2006 | Membro     |
| Central European Free Trade Agreement (CEFTA)    | UNMIK                          | 6 de abril de 2006 | 26 de julho de 2007    | Membro     |

### Acordos de livre comércio
A UNMIK assinou acordos de livre comércio em nome do Kosovo com a Albânia em julho de 2003  e com a Macedônia do Norte em 2005. 

### Documentos de viagem
Entre 2000 e 2008, a UNMIK emitiu documentos de viagem do tamanho de um passaporte para os residentes habituais do Kosovo para fins de viagem ao exterior.   O documento trazia o documento de viagem/título de viagem da UNMIK na capa, continha 32 páginas e era válido por dois anos. O documento continha uma faixa legível por máquina com o código de três letras "UNK" no lugar do código do país.  

### Esportes

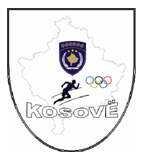
Logotipo do Comitê Olímpico de Kosovo usado antes de 2008

Em 2003, a Assembleia do Kosovo aprovou a Lei do Desporto (Lei n.º 2003/24) que designou o Comité Olímpico do Kosovo (OCK) como a mais elevada instituição desportiva do Kosovo    O OCK não se tornaria membro do Comitê Olímpico Internacional até 2014, após a declaração unilateral de Independência. Ao contrário do caso de Timor-Leste, os atletas do Kosovo não participaram como independentes nos Jogos Olímpicos durante o período de administração da ONU. Uma associação das Olimpíadas Especiais para Kosovo foi formada em 2002 e os atletas de Kosovo participaram dos Jogos Mundiais das Olimpíadas Especiais em 2003 e 2007. Atletas de Kosovo também participaram do quarto World Dwarf Games em Rambouillet, França em 2005. 
A Federação de Futebol do Kosovo foi estabelecida como uma filial da Associação de Futebol da Iugoslávia em 1946. Uma equipe representativa do Kosovo jogou vários amistosos não oficiais entre 2002 e 2008, incluindo partidas contra a Albânia, Arábia Saudita e Mônaco.
Existiram pelo menos vinte e três federações esportivas durante o período da administração das Nações Unidas, das quais três; a Federação de Tênis de Mesa do Kosovo, a Federação de Handebol do Kosovo e as Olimpíadas Especiais do Kosovo ganharam afiliação com seus respectivos órgãos governamentais internacionais. 

## Mídia e comunicações

### Serviços postais

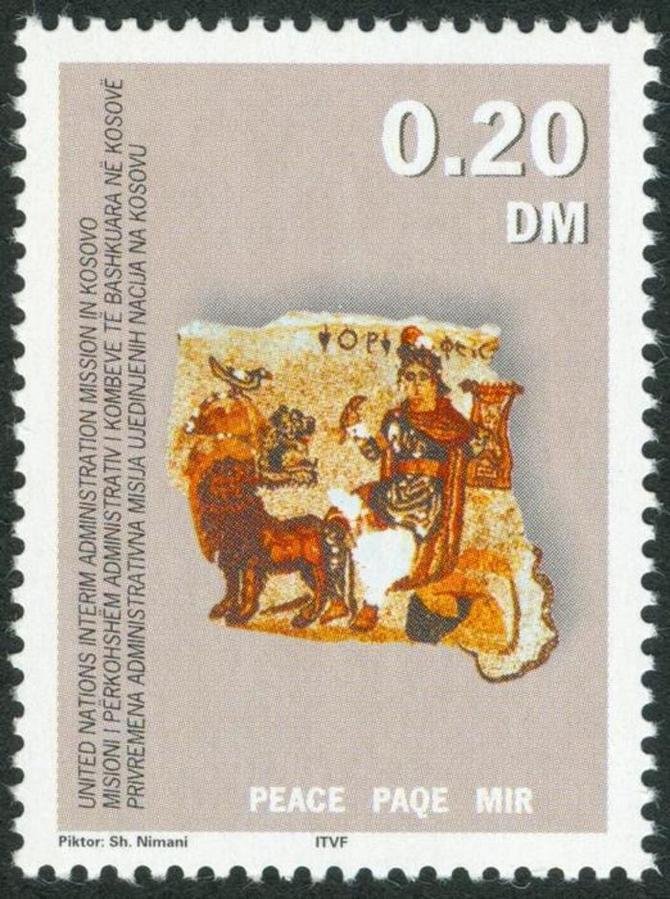
Selo postal para Kosovo emitido pela UNMIK em 2000

Kosovo operava seu próprio serviço postal dentro da República Socialista Federal da Iugoslávia desde 1959. Naquela época , os selos postais iugoslavos estavam em uso. Depois que Kosovo ficou sob administração das Nações Unidas, a UNMIK tornou-se responsável pela emissão de selos postais para Kosovo. Os primeiros selos emitidos pela UNMIK foram lançados em 15 de março de 2002 com base no tema "paz".   Outros conjuntos foram emitidos pela UNMIK até o Kosovo declarar unilateralmente a independência, após o que os selos foram emitidos em nome da República do Kosovo. 

### Telecomunicações
Os Correios, Telefones e Telégrafos do Kosovo (PTK) foram criados em 1959. Durante o conflito de Kosovo, os ativos da empresa foram roubados ou destruídos, levando à interrupção dos serviços de telecomunicações.  Após o conflito, a PTK lançou a Vala, a maior operadora móvel do território, com o auxílio da Monaco Telecom.
Após a dissolução da República Socialista Federativa da Iugoslávia em 1992, que tinha +38 como código de país, Kosovo usou o código +381, que foi concedido à RF da Iugoslávia e posteriormente usado pela Sérvia para serviços de telefonia fixa. Para redes de telefonia móvel, os provedores baseados em Kosovo usaram o código de Mônaco +377 ou o código da Eslovênia +386.  Kosovo ganharia seu próprio código de chamada, +383 em 2017.